# 王利平
王利平（1960年—），浙江宁波人，汉族，中华人民共和国政治人物、第十二届全国人民代表大会江苏地区代表。
毕业于复旦大学高级管理人员工商管理专业。2013年，被选为全国人大代表。2018年2月24日，当选为第十三届全国人大代表。